# Henri Duvanel
Henri Jean Maurice Duvanel, né le 7 mars 1896 à Saint-Nazaire et mort le 21 février 1953 à Clichy-la-Garenne (à l'Hôpital Beaujon), est un champion de natation français.

## Biographie

### Carrière militaire[2]
Engagé volontaire dans l’infanterie en mars 1914, caporal en octobre 1914, Henri Duvanel est blessé durant la Bataille de Vauquois le même mois. Il passe dans un régiment de Zouaves en avril 1915 avant de suivre le cours d’élève-aspirant en septembre 1915. Nommé aspirant le 1er janvier 1916, il repart au front et est cité pour son attitude lors de l’attaque du 30 juillet 1916. Sous-lieutenant en mai 1917, il est mis à la disposition de l’Aéronautique en qualité d’élève pilote en novembre 1917.
Du fait d’une blessure subie dans une chute d’avion à l’École de Cazaux le 12 mai 1918, sa formation n’est pas encore achevée à la fin de la guerre. Lieutenant à titre temporaire depuis juin 1919, Duvanel est nommé directeur d’un dépôt démobilisateur en août 1919, puis affecté au 9e régiment de zouaves en mars 1920. Il sert en Algérie d’avril 1920 à août 1922. La montée en puissance de ses performances sportives lui permet d’être détaché au centre de natation de l’École de Joinville en août 1922. Il quitte l’armée à la faveur de la loi de dégagement des cadres de décembre 1925, qui lui permet de bénéficier d’une congé de trois ans avec solde à l’issue duquel il est rayé des cadres d’activité et nommé lieutenant de réserve en mars 1929.
Titulaire de la Croix de guerre 1914-1918, de la Médaille de sauvetage et de la Médaille interalliée, Henri Duvanel est fait chevalier de la Légion d’honneur à titre militaire le 6 juillet 1929.
Rappelé sous les drapeaux en 1939, le lieutenant Duvanel est fait prisonnier de guerre par l’armée allemande en 1940.

### Carrière sportive
Duvanel fait son entrée en compétition à 17 ans en juin 1913, en remportant le 100 mètres (3e catégorie) lors des Championnats de Paris de l’U.S.F.S.A..
En août 1915, il participe honorablement aux épreuves du critérium de l’U.S.F.S.A. dans les disciplines du 100 mètres et du plongeon.
Le 25 décembre 1917, le sous-lieutenant Duvanel arrive quatrième de la Coupe de Noël de Paris, course annuelle traversant la Seine au pont Alexandre-III de Paris, dont cette première édition depuis la déclaration de guerre en 1914 était réservée aux Poilus.
Sociétaire du club de la Libellule de Paris, le lieutenant Duvanel inscrit son nom à plusieurs reprises sur les tablettes de la course amateur de la Traversée de Paris à la nage : arrivé premier en 1920, il doit se contenter de la quatrième place de l’édition suivante en 1921 mais arrive deuxième de la course organisée par la S.N.E.N. en 1922. En 1923, il est le vainqueur de la même course de la S.N.E.N. (ce qui lui vaut le titre de  « champion de Paris de grand fond 1923 ») et cinquième de la compétition concurrente patronnée par L’Auto. Il se présente aussi à la version longue de la Traversée de Paris à la nage ouverte à la catégorie des professionnels, où il se classe troisième en 1925.
Absent de cette classique nautique parisienne pour disputer la Traversée de Bruxelles à la nage en 1924, il s’y place quatrième derrière ses compatriotes Jean Rebeyrol et Armand Lanoix et le Belge Frank.
Henri Duvanel s'adonne par ailleurs avec succès au 1 500 mètres nage libre. En 1919, il se classe deuxième sur cette distance derrière Albert Chrétien à l’occasion des Championnats de Paris.
Il est vainqueur de l'épreuve du 1 500 mètres nage libre lors des Championnats de France disputés le 20 août 1921 à Strasbourg. Au titre de champion de France que lui rapporte cette performance s’ajoute simultanément le record de France du 1 500 mètres, détenu depuis 1912 par André Caby, que Duvanel améliore à 25 min 48 s.
Il remporte à nouveau le 1 500 mètres lors des championnats de Paris en 1923.
En juin 1924, il court le relais 800 mètres par équipe lors du Championnat de Paris organisé pour célébrer l’inauguration de la piscine des Tourelles. Le relais formé par Vanzeveren, Bonnet, Duvanel et Trial remporte l'épreuve.
Membre de l’Équipe de France de water-polo masculin lors des Jeux olympiques d'été de 1920, Duvanel joue aussi au sein de l’équipe de water-polo de son club, la Libellule de Paris, avec laquelle il est finaliste du championnat de France de ce sport le 17 septembre 1922. En finale, la Libellule s'incline devant Tourcoing.
À sa mort, Henri Duvanel était professeur d’éducation physique.